# Échelle heptatonique

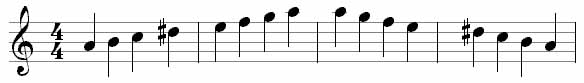
Échelle heptatonique.

Une échelle heptatonique est une échelle musicale qui comporte sept degrés.
L'échelle diatonique (do-ré-mi-fa-sol-la-si) est heptatonique, mais irrégulière car les intervalles séparant les notes ne sont pas égaux.

## Les sept échelles heptatoniques à une altération
Ce sont les sept échelles qui n'ont qu'une seule note qui diffère de l'échelle diatonique. À partir de Do, l'on trouve :
- DO RÉ MI FA SOLb LA SI
- DO RÉb MI FA SOL LA SI
- DO RÉ MI FA SOL LAb SI, sur laquelle est construite la gamme majeure harmonique de DO
- DO RÉ MIb FA SOL LA SI et RÉ MI FA SOL LA SI DO#, sur lesquelles sont construitent la gamme mineure mélodique ascendante de, respectivement, DO et RÉ
- DO RÉ MI FA SOL# LA SI, sur laquelle est construite la gamme mineure harmonique de LA
- DO RÉ# MI FA SOL LA SI, sur laquelle est construit le mode napolitain sur MI
- DO RÉ MI FA SOL LA# SI